# General Electric Company plc

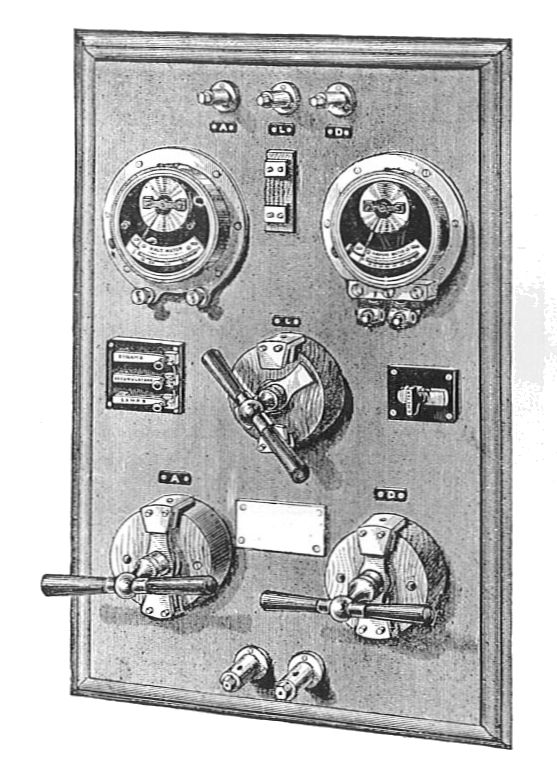
Schakelbord uit 1888, een van de eerste producten van de General Electric Company Apparatus

General Electric Company plc (GEC) is een voormalig groot Brits industrieel conglomeraat op het gebied van consumentenelektronica en elektronische systemen voor de defensie-industrie en telecommunicatie. Het bedrijf was ooit opgenomen in de FTSE 100 Index. In 1999 werd het bedrijf hernoemd tot Marconi Corporation plc, nadat de defensietak van de onderneming was gefuseerd met British Aerospace tot BAE Systems. In 2005 kocht Ericsson het grootste deel van Marconi plc en doopte het bedrijf om tot Telent.

## Tijdlijn
- 1886: Opgericht door Hugo Hirst en Gustav Binswanger als General Electric Company Apparatus.
- 1889: Omgedoopt tot General Electric Co, Ltd.
- 1967: Overname van Associated Electrical Industries.
- 1968: Fusie tussen General Electric Company plc en English Electric.
- 1989: Activiteiten op gebied van power engineering gaan over op het bedrijf Alstom.
- 1995: Overname van Vickers Shipbuilding & Engineering Ltd.
- 1999: Overname van scheepswerf Kvaerner Govan.
- 1999: Overname in de VS van de fabrikant van telecomproducten RELTEC en het internetbedrijf FORE Systems.
- 1999: Afsplitsing van de defensietak naar British Aerospace, waarna de rest tot GEC Marconi Corporation plc wordt omgedoopt.
- 2005: Ericsson neemt Marconi Corporation plc over.